# Martin Reader
Martin J. Reader (* 2. Mai 1984 in Comox) ist ein kanadischer Beachvolleyballspieler.

## Karriere
Reader war als Kind zunächst im Schwimmsport aktiv. Im Alter von zehn Jahren musste er allerdings mit dem Schwimmen aufhören, weil er an Asthma litt. Während seiner Zeit am Camosun College in Victoria begann er mit dem Volleyball. Anschließend spielte er auch im Team der University of British Columbia in der Halle. Sein erstes großes Turnier als Beachvolleyballer war die Junioren-Weltmeisterschaft 2004 in Porto Santo, bei der er mit James Alexander Mackay den 19. Platz belegte. Im folgenden Jahr bildete er ein Duo mit Brian John Hiebert und absolvierte seine ersten Open-Turniere der FIVB-Serie. Dabei kamen Reader/Hiebert allerdings nicht über den 33. Rang hinaus. Danach spielte Reader zwei Jahre lang mit Jessi Lelliott. Das Duo erzielte das beste Ergebnis 2006 beim Open-Turnier vor heimischem Publikum in Montreal. Nachdem er zu Beginn des Jahres 2008 zwei kleinere Turniere mit Ben Saxton gespielt hatte, bildete Reader ein Duo mit Ray Sewell. Bei zwei der ersten vier Open-Turniere kamen die beiden Kanadier auf den 13. Rang.
Zur Weltmeisterschaft 2009 trat Reader mit Ahren Cadieux an. In Stavanger erreichten Reader/Cadieux in jedem Gruppenspiel den Tiebreak und verloren trotzdem alle drei Partien, so dass sie nach der Vorrunde ausschieden. Nach der WM absolvierte das Duo noch vier Grand Slams und drei Open-Turniere. Das beste Resultat war der 17. Rang in Marseille. 2010 und 2011 spielte Reader mit Chaim Schalk. Das neue Duo wurde 2010 kanadischer Meister und gewann 2011 ein NORCECA-Turnier. Anschließend musste Reader wegen einer Verletzung am Rücken pausieren.
2012 kehrte er an der Seite von Josh Binstock zurück. Reader/Binstock wurden Neunte bei den Mysłowice Open und traten bei diversen Grand Slams an. Durch den Sieg beim Continental Cup sicherten sie Kanada einen Startplatz bei den Olympischen Sommerspielen in London, den sie durch einen Erfolg im nationalen Duell gegen Ben Saxton und Christian Redmann selbst einnehmen durften. Beim olympischen Turnier gewannen die beiden Kanadier ihr Auftaktspiel gegen die Engländer Grotowski/Garcia-Thompson. Nach zwei Niederlagen qualifizierten sie sich als Gruppendritte für die Lucky-Loser-Runde. Dort unterlagen sie den Italienern Nicolai/Lupo und schieden aus.
Nach dem Turnier beendete Reader seine sportliche Karriere. Seitdem arbeitet er als Personal Trainer in Toronto und engagiert sich bei der Organisation von Beachvolleyball-Veranstaltungen.